# Sant Ferran de ses Roques
Sant Ferran de ses Roques és un poble de Formentera i una de les tres parròquies de l'illa.

## Geografia
La parròquia inclou el nucli turístic des Pujols i les véndes des Molí – s'Estany, sa Punta, ses Roques i ses Salines. El poble de Sant Ferran és a la vénda de ses Roques. La vénda de ses Salines inclou les salines d'en Marroig, avui abandonades, la península des Trucadors i les illes de s'Espalmador i s'Espardell, tot inclòs en el parc natural de ses Salines.
El poble tenia 756 habitants en el padró del 2007, però la majoria de població és disseminada. El total de la parròquia té 2.951 habitants.
| Entitat de població      | Habitants (2007) |
| ------------------------ | ---------------- |
| Es Pujols (nucli)        | 656              |
| Ses Salines (disseminat) | 10               |
| Sant Ferran (nucli)      | 756              |
| Sant Ferran (disseminat) | 1.529            |
| Font:                    |                  |

Sant Ferran es troba al bell mig de l'illa, a la cruïlla entre les poblacions de Sant Francesc, es Pujols i el Pilar de la Mola, travessat per la carretera principal que creua l'illa. Es troba en un pla entre els pujols de ses Roques a llevant, sa Punta a gregal, el Molí d'en Teuet amb ses Mesquides a ponent, l'Estany Pudent a tramuntana i mestral, i es Pi d'es Català a migjorn. En direcció nord-est al límit entre ses Roques i sa Punta es troba cala en Baster.
Entre ses Roques i es Pi des Català es troba la Cova d'en Jeroni, una cova subterrània amb forma de gran volta i amb les clàssiques formacions d'estalactites i estalagmites.

## Història
L'àrea que actualment comprèn Sant Ferran té població dispersa des del segle xviii. L'any 1785 es va crear la parròquia però l'església no es va construir fins a 100 anys més tard. La monarquia espanyola pretenia que el temple s'edificàs a les Reials Salines, que eren de titularitat reial des de la seva confiscació el 1715. El bisbe va voler complaure la voluntat reial i això va contravenir els desitjos i els interessos dels futurs parroquians, que no vivien vora els estanys, sinó que habitaven les véndes de sa Punta i ses Roques, molt allunyades de les Salines. Com a resultat, Sant Ferran va ser durant molts anys una parròquia sense església regida pel mossènyer de Sant Francesc. Finalment, l'església fou inaugurada el 30 de juny de 1889. El cementeri comprès dins el mateix solar es va construir el 1903.
A partir d'aleshores es va anar consolidant el nucli, que va servir d'aglutinador de la població dispersa de ses Roques i sa Punta.
El primer quart de segle XX Sant Ferran i els seus voltants, igual que la resta de l'illa, va veure l'emigració de molts dels seus joves a Amèrica, alguns dels quals tornaren. Durant la Guerra Civil espanyola l'església de Sant Ferran va veure atacats els seus símbols religiosos per part dels republicans, mentre que més tard els feixistes varen afusellar extrajudicialment diversos militants d'esquerra als murs del cementeri de Sant Ferran. Varen seguir anys de repressió i penúria a les dècades dels 40 i els 50.
Els anys 60 Sant Ferran va viure l'esplendor del moviment hippie entorn de la Fonda Pepe, que havia obert el 1953 i que va ser punt de trobada de joves arribats d'arreu del món, especialment dels EUA, fugint de la guerra del Vietnam o de models socials que rebutjaven, pensant trobar un refugi a tot plegat a Eivissa i posteriorment a Formentera. La relació entre aquests visitants i els autòctons condicionada pel xoc cultural, va registrar episodis de naturalesa antagònica. Els darrers anys de la dècada dels 70 van significar els inicis de l'arribada del turisme, i amb ell també la de treballadors procedents de la península que varen precipitar el creixement del nucli fins als seus límits actuals.

## Dates destacades
- 30 de maig, festa de Sant Ferran.